# Henriksenskjera
Die Henriksenskjera sind eine Gruppe verstreuter Nunatakker im ostantarktischen Königin-Maud-Land. In der Orvinfjella ragen sie 16 km nördlich des Kurzegebirges auf.
Entdeckt und aus der Luft fotografiert wurden sie bei der Deutschen Antarktischen Expedition 1938/39 unter der Leitung des Polarforschers Alfred Ritscher. Norwegische Kartografen, die sie auch benannten, kartierten sie anhand von Luftaufnahmen und Vermessungen der Dritten Norwegischen Antarktisexpedition (1956–1960). Namensgeber ist Hans-Martin Henriksen, meteorologischer Assistent bei letzterer Forschungsreise zwischen 1956 und 1958. 